# Valeo
Valeo és un proveïdor global francès d'automoció amb seu a França, que cotitza a la Borsa de París (índex CAC Next 20). Subministra una àmplia gamma de productes als fabricants d'automòbils i al mercat de recanvi. El grup dona feina a 113.600 persones a 33 països d'arreu del món. Compta amb 186 plantes de producció, 59 centres d'R+D i 15 plataformes de distribució. El 2018, les vendes de Valeo van augmentar un 4% fins als 19.100 milions d'euros. També es va classificar com a líder en la presentació de patents de França del 2016 al 2018.

## Història
La Société Anonyme Française de Ferodo va ser fundada l'any 1923 a Saint-Ouen, prop de París. Primer va distribuir folres de fre i revestiments d'embragatge sota llicència de Ferodo.
L'any 1932, la companyia va començar a produir embragatges. El mateix any, va cotitzar a la Borsa de París.
A la dècada de 1950, l'empresa es va expandir fora de la zona de París, obrint noves fàbriques a França.
A principis dels anys 2000, Valeo va produir sistemes d'assistència a l'aparcament mitjançant sensors ultrasònics.
El 2017, Valeo va presentar el seu prototip de vehicle elèctric de baixa tensió al Consumer Electronics Show de Las Vegas.
El febrer de 2021, Valeo va anunciar que invertirà 5 milions de dòlars per obrir una nova planta de muntatge a Bessemer, Alabama, que s'espera que creï 70 llocs de treball.

## Estratègia
Des del 2009, l'estratègia del CEO Jacques Aschenbroich es basa en: la innovació lligada a la reducció d'emissions de CO2 i la conducció intuïtiva, i l'expansió geogràfica en països d'alt potencial de creixement, especialment a Àsia i països emergents.
Del 2009 al 2018, el nombre d'empleats va augmentar de 45.000 a 113.600. Les vendes del grup van passar de 7.500 milions d'euros a 19.100 milions d'euros. amb un fort desenvolupament a la Xina.
Del 2009 al 2018, el nombre d'empleats va augmentar de 45.000 a 113.600. Les vendes del grup van passar de 7.500 milions d'euros a 19.100 milions d'euros. amb un fort desenvolupament a la Xina.

## Organització
El Grup dona feina a 113.601 persones a 33 països del món. Compta amb 184 plantes de producció, 55 centres d'R+D i 15 plataformes de distribució.

### Quatre grups empresarials
Valeo s'estructura al voltant de quatre unitats de negoci:
1. Sistemes de Confort i Assistència a la Conducció (especialitzats en tecnologies per fer la conducció més segura, més intuïtiva, més autònoma i més connectada)
2. Sistemes de propulsió (desenvolupament de solucions innovadores per reduir les emissions de CO 2 en termes d'electrificació, transmissions automatitzades i motors nets per a vehicles)
3. Sistemes tèrmics (optimització de la gestió tèrmica del vehicle i benestar dels viatgers)
4. Sistemes de visibilitat (desenvolupament de tecnologies que garanteixin la millor visibilitat i seguretat per als conductors en totes les condicions meteorològiques)

Valeo Service subministra recanvis d'equip original als fabricants d'automòbils i peces de recanvi al mercat de recanvi independent.